# Arcidiocesi di San Paolo

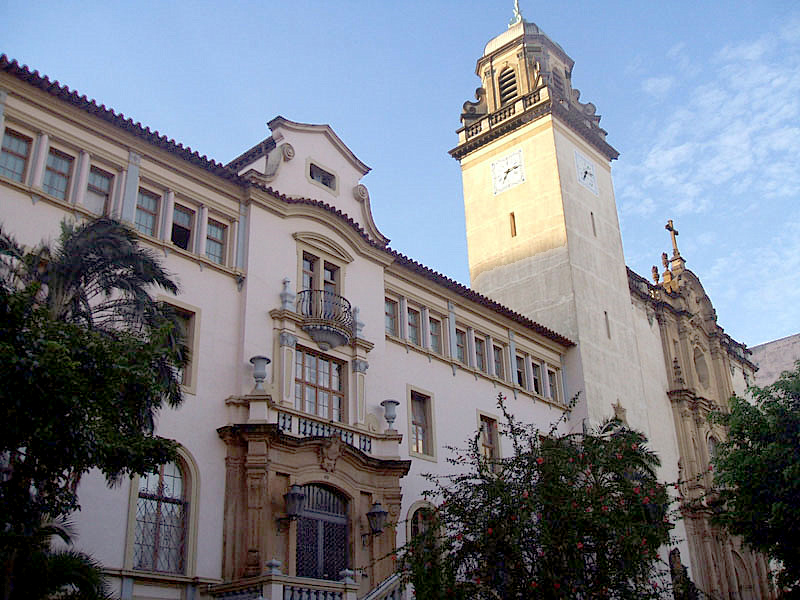
La basilica minore di Nossa Senhora do Carmo.

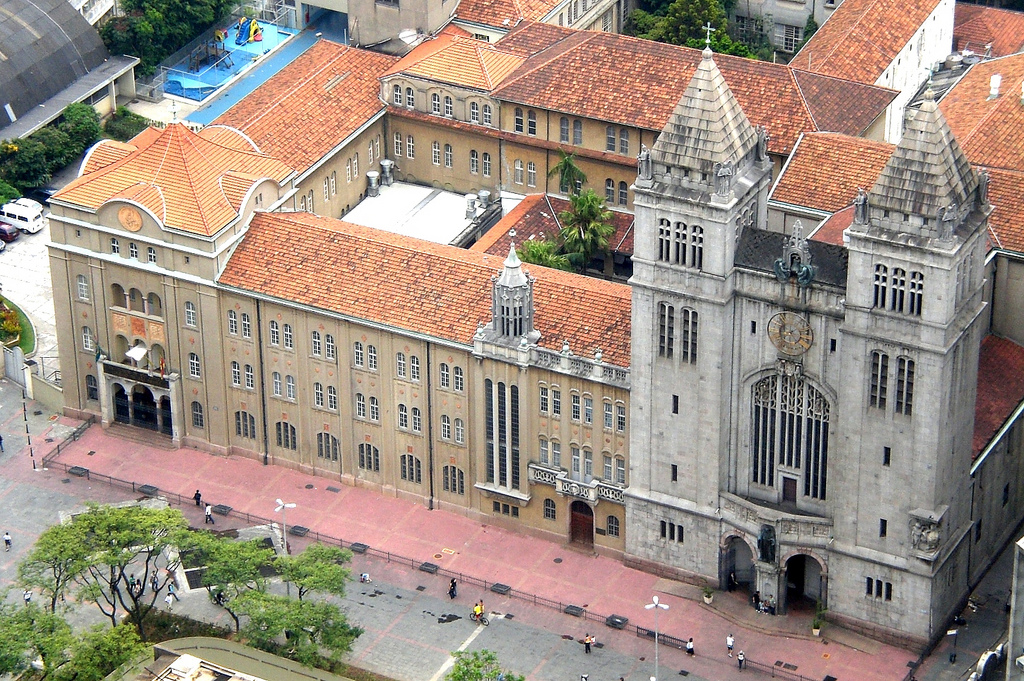
Il monastero di San Benedetto e la basilica minore di Nossa Senhora da Assunção.

L'arcidiocesi di San Paolo (in latino Archidioecesis Sancti Pauli in Brasilia) è una sede metropolitana della Chiesa cattolica in Brasile. Nel 2023 contava 4.945.500 battezzati su 7.850.000 abitanti. È retta dall'arcivescovo cardinale Odilo Pedro Scherer.

## Territorio
L'arcidiocesi comprende la parte centrale del vasto comune di San Paolo, nello stato omonimo.
Sede arcivescovile è la città di San Paolo, dove si trova la cattedrale dell'Assunzione di Maria Vergine e di San Paolo. L'arcidiocesi comprende anche tre basiliche minori: Nostra Signora Assunta, Nostra Signora della Mercede e Santissimo Sacramento.
Il territorio si estende su 654 km² ed è suddiviso in 307 parrocchie, raggruppate in 6 regioni episcopali, ognuna delle quali è amministrata da un vescovo ausiliare: Sé, Belém, Ipiranga, Santana, Lapa e Brasilândia.

### Provincia ecclesiastica
La provincia ecclesiastica di San Paolo, istituita nel 1908, comprende le seguenti suffraganee:
- diocesi di Campo Limpo,
- diocesi di Guarulhos,
- diocesi di Mogi das Cruzes,
- diocesi di Osasco,
- diocesi di Santo Amaro,
- diocesi di Santo André,
- diocesi di Santos,
- diocesi di São Miguel Paulista,
- eparchia di Nostra Signora del Libano di San Paolo dei Maroniti,
- eparchia di Nostra Signora del Paradiso di San Paolo dei Melchiti.

## Storia
La diocesi di San Paolo fu eretta il 6 dicembre 1745 con il breve Candor lucis aeternae di papa Benedetto XIV, ricavandone il territorio dalla diocesi di Rio de Janeiro (oggi arcidiocesi). Originariamente era suffraganea dell'arcidiocesi di San Salvador di Bahia.
Il 27 aprile 1892, il 4 agosto 1900 e l'8 settembre 1907 cedette porzioni del suo territorio a vantaggio dell'erezione rispettivamente delle diocesi di Curitiba (oggi arcidiocesi), di Pouso Alegre (oggi arcidiocesi) e di Campanha.
Il 27 aprile 1892 entrò a far parte della provincia ecclesiastica dell'arcidiocesi di Rio de Janeiro.
Il 7 giugno 1908 la diocesi ha ceduto altre porzioni di territorio a vantaggio dell'erezione delle diocesi di Botucatu (oggi arcidiocesi), di Campinas (oggi arcidiocesi), di Ribeirão Preto (oggi arcidiocesi), di São Carlos do Pinhal (oggi diocesi di São Carlos) e di Taubaté. Contemporaneamente è stata elevata al rango di arcidiocesi metropolitana con la bolla Dioecesium nimiam amplitudinem di papa Pio X.
Successivamente ha ceduto ulteriori porzioni di territorio a vantaggio dell'erezione di nuove circoscrizioni ecclesiastiche e precisamente:
- le diocesi di Santos e di Sorocaba (oggi arcidiocesi) il 4 luglio 1924;
- la diocesi di Bragança Paulista il 24 luglio 1925;
- la diocesi di Santo André il 18 luglio 1954;
- l'arcidiocesi di Aparecida il 19 aprile 1958;
- la diocesi di Mogi das Cruzes il 9 giugno 1962;
- la diocesi di Jundiaí il 7 novembre 1966.

L'ultima divisione dell'arcidiocesi è avvenuta il 15 marzo 1989 quando, a causa dell'aumento frenetico della popolazione, che superava di gran lunga i 13 milioni di fedeli, il territorio arcivescovile è stato frazionato in base alle "Regioni Episcopali" allora esistenti, e questo ha dato origine a quattro nuove diocesi: Campo Limpo, Osasco, Santo Amaro e São Miguel Paulista.
Il 22 novembre 2007 la Congregazione per il culto divino e la disciplina dei sacramenti ha confermato San Paolo apostolo patrono principale dell'arcidiocesi.

## Cronotassi dei vescovi
Si omettono i periodi di sede vacante non superiori ai 2 anni o non storicamente accertati.
- Bernardo Rodrigues Nogueira † (15 dicembre 1745 - 7 novembre 1748 deceduto)
- Antônio da Madre de Deus Galvão, O.F.M.Ref. † (16 marzo 1750 - 19 marzo 1764 deceduto)
  - Sede vacante (1764-1771)
- Manuel da Ressurreição, O.F.M.Obs. † (17 giugno 1771 - 21 ottobre 1789 deceduto)
- Miguel da Madre de Deus da Cruz, O.F.M.Disc. † (19 dicembre 1791 - 22 gennaio 1795 dimesso)
- Mateus de Abreu Pereira † (1º giugno 1795 - 5 maggio 1824 deceduto)
  - Sede vacante (1824-1827)
- Manuel Joaquim Gonçalves de Andrade † (25 giugno 1827 - 26 maggio 1847 deceduto)
  - Sede vacante (1847-1852)
- Antônio Joaquim de Mello † (15 marzo 1852 - 16 febbraio 1861 deceduto)
- Sebastião Pinto do Rêgo † (30 settembre 1861 - 30 aprile 1868 deceduto)
  - Sede vacante (1868-1872)
- Lino Deodato Rodrigues de Carvalho † (29 luglio 1872 - 19 agosto 1894 deceduto)
- Joaquim Arcoverde de Albuquerque Cavalcanti † (19 agosto 1894 succeduto - 31 agosto 1897 nominato arcivescovo di Rio de Janeiro)
- Antônio Cândido Alvarenga † (28 novembre 1898 - 1º aprile 1903 deceduto)
- José de Camargo Barros † (9 novembre 1903 - 4 agosto 1906 deceduto)
- Duarte Leopoldo e Silva † (18 dicembre 1906 - 13 novembre 1938 deceduto)
- José Gaspar d'Afonseca e Silva † (29 luglio 1939 - 27 agosto 1943 deceduto)
- Carlos Carmelo de Vasconcelos Motta † (13 agosto 1944 - 18 aprile 1964 nominato arcivescovo di Aparecida)
- Agnelo Rossi † (1º novembre 1964 - 22 ottobre 1970 nominato prefetto della Congregazione per l'evangelizzazione dei popoli)
- Paulo Evaristo Arns, O.F.M. † (22 ottobre 1970 - 15 aprile 1998 ritirato)
- Cláudio Hummes, O.F.M. † (15 aprile 1998 - 31 ottobre 2006 nominato prefetto della Congregazione per il clero)
- Odilo Pedro Scherer, dal 21 marzo 2007

## Statistiche
L'arcidiocesi nel 2023 su una popolazione di 7.850.000 persone contava 4.945.500 battezzati, corrispondenti al 63,0% del totale.
| anno | popolazione | popolazione | popolazione | presbiteri | presbiteri | presbiteri | presbiteri                | diaconi | religiosi | religiosi | parrocchie |
| anno | battezzati  | totale      | %           | numero     | secolari   | regolari   | battezzati per presbitero | diaconi | uomini    | donne     | parrocchie |
| ---- | ----------- | ----------- | ----------- | ---------- | ---------- | ---------- | ------------------------- | ------- | --------- | --------- | ---------- |
| 1966 | 4.950.000   | 5.320.000   | 93,0        | 167        | 167        |            | 29.640                    |         | 957       | 3.215     | 262        |
| 1970 | 5.600.000   | 6.435.989   | 87,0        | 1.213      | 351        | 862        | 4.616                     |         | 1.072     | 3.775     | 311        |
| 1976 | 6.200.000   | 7.198.608   | 86,1        | 2.231      | 530        | 1.701      | 2.779                     | 1       | 2.296     | 3.405     | 353        |
| 1980 | 8.430.000   | 9.684.000   | 87,1        | 1.017      | 352        | 665        | 8.289                     | 1       | 1.046     | 3.070     | 364        |
| 1990 | 7.110.000   | 7.900.000   | 90,0        | 772        | 335        | 437        | 9.209                     | 1       | 803       | 2.316     | 241        |
| 1999 | 6.669.720   | 8.892.960   | 75,0        | 903        | 350        | 553        | 7.386                     | 1       | 1.326     | 2.347     | 268        |
| 2000 | 6.674.842   | 8.899.790   | 75,0        | 871        | 353        | 518        | 7.663                     | 1       | 1.243     | 2.203     | 268        |
| 2001 | 6.679.000   | 8.906.625   | 75,0        | 897        | 387        | 510        | 7.445                     | 1       | 1.183     | 2.140     | 268        |
| 2002 | 6.767.000   | 9.023.000   | 75,0        | 847        | 345        | 502        | 7.989                     | 1       | 1.126     | 2.132     | 275        |
| 2003 | 6.713.100   | 8.950.800   | 75,0        | 1.108      | 363        | 745        | 6.058                     | 3       | 1.138     | 2.102     | 277        |
| 2004 | 5.935.807   | 7.075.547   | 83,9        | 912        | 351        | 561        | 6.508                     | 3       | 1.207     | 1.880     | 280        |
| 2010 | 5.484.000   | 7.511.000   | 73,0        | 858        | 334        | 524        | 6.391                     | 50      | 1.042     | 1.693     | 296        |
| 2014 | 4.815.000   | 6.899.268   | 69,8        | 842        | 376        | 466        | 5.718                     | 75      | 774       | 1.668     | 300        |
| 2017 | 4.984.484   | 7.669.976   | 65,0        | 913        | 410        | 503        | 5.459                     | 96      | 641       | 1.977     | 306        |
| 2020 | 5.101.300   | 7.850.000   | 65,0        | 1.030      | 389        | 641        | 4.952                     | 108     | 779       | 1.977     | 304        |
| 2022 | 5.101.000   | 7.850.000   | 65,0        | 1.064      | 390        | 674        | 4.794                     | 112     | 812       | 1.977     | 307        |
| 2023 | 4.945.500   | 7.850.000   | 63,0        | 1.035      | 381        | 654        | 4.778                     | 112     | 792       | 1.977     | 307        |